# Art nouveau à Turin
L'Art nouveau à Turin correspond à une période architecturale, au début du XXe siècle, qui a vu la réalisation, dans certains quartiers de la ville, notamment autour du Corso Francia, d'un grand nombre de constructions qui ont laissé une trace importante dans l'urbanisme de la capitale du Piémont.

## Historique
Deux éléments importants ont contribué à l'essor de l'art nouveau dans la ville piémontaise.
Il y eut d'abord la présence de l'architecte Pietro Fenoglio qui n'édifia pas moins de 150 constructions du stile Liberty, l'art nouveau italien, dont deux chefs-d'œuvre, la Casa Fenoglio-Lafleur réalisée entre 1901 et 1903 qui est sans doute la plus belle réussite de style Art nouveau en Italie et la Villa Scott, ses balcons et tourelles en 1902. La plupart des réalisations se concentrent dans la Zona Francia entre les quartiers Campidoglio et Cenisia, autour du Corso Francia, au nord-ouest de la ville historique.
L'autre élément déterminant pour le développement de l'Art nouveau à Turin fut l'organisation en 1902 de la Prima Esposizione Internazionale d'Arte Decorativa Moderna organisée au parc du Valentino dont le succès propulsa Turin parmi les villes d'art les plus à la mode de la belle époque. L'exposition fut inaugurée le 10 mai 1902 par le roi d'Italie Victor-Emmanuel III. Les plus grands protagonistes de l'Art nouveau y exposaient comme Victor Horta, Louis Comfort Tiffany, Charles Rennie Mackintosh, René Lalique, Léon Sneyers, Adolphe Crespin ou encore Josef Maria Olbrich.

## Style et architectes
À l'image de la Casa Lafleur, l'Art nouveau turinois  a beaucoup utilisé le béton armé comme structure portante. Il s'agit en effet le plus souvent de maisons imposantes à usage personnel ou d'immeubles de rapport.
La décoration est souvent végétale et florale et les têtes et bustes sculptés sont très présents. On notera aussi le remarquable travail des artisans verriers dans l'utilisation de courbes  pour la conception des vitraux. Quant à la ferronnerie, elle est souvent mise en évidence grâce à des structures en courbes, cercles et coups de fouet.
Parmi les architectes turinois de style Art nouveau, on peut citer Pietro Fenoglio (1865-1927), Giovanni Gribodo (1844-1924), Antonio Vandone (1862-1937), Raimondo d'Aronco (1857-1932) et Pietro Betta (1878-1932).

## Principales réalisations Art nouveau à Turin

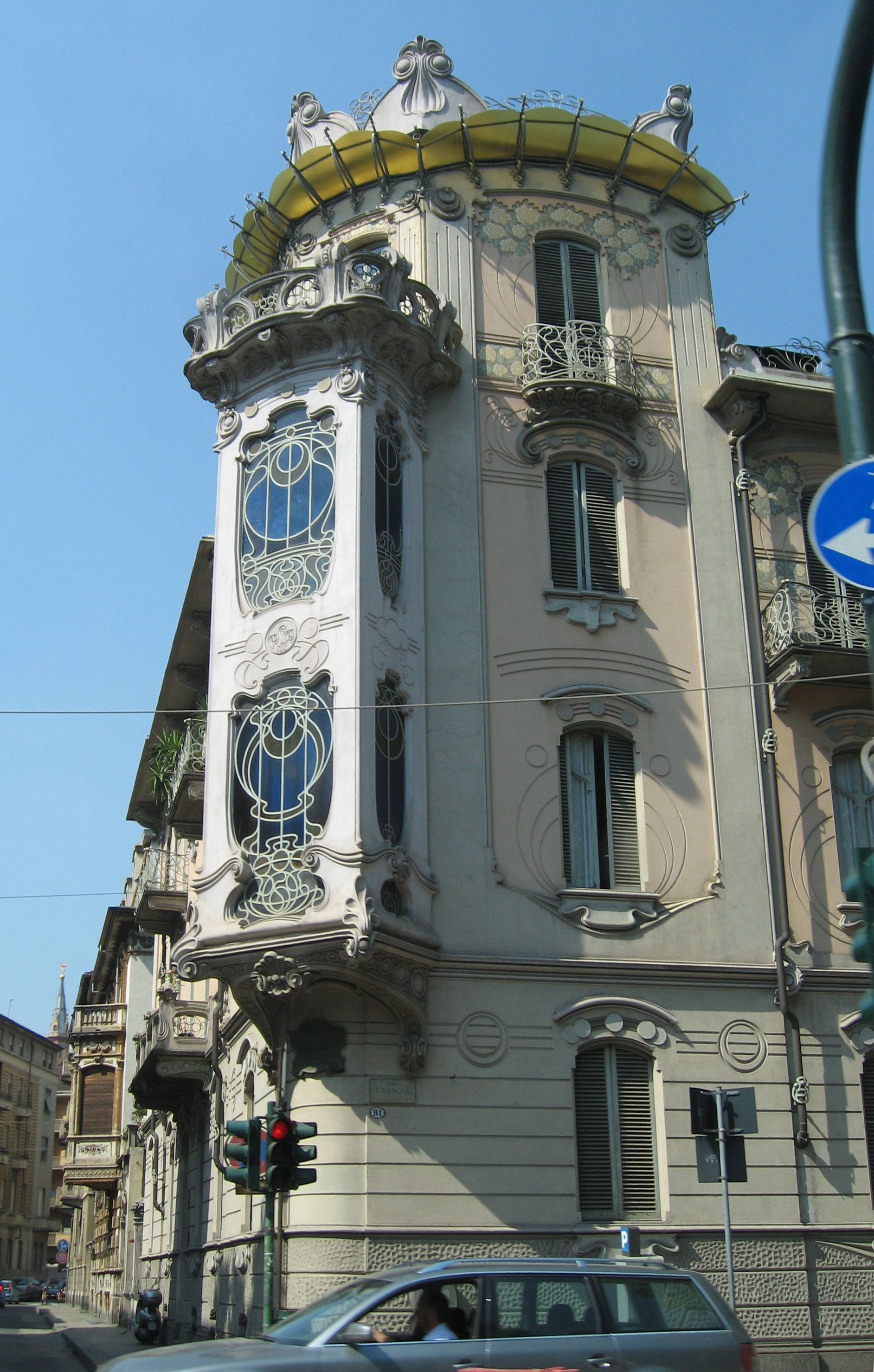
Casa Fenoglio-La Fleur, Turin, Pietro Fenoglio, 1901-1903.

### Quartiers autour de Corso Francia
- Casa Fenoglio-Lafleur ou Casa Lafleur, coin de Corso Francia et Via Principi d'Acaja, 11, P.Fenoglio, 1901-1903
- Villino Raby, Corso Francia, 8, P.Fenoglio et G.Gussoni, 1901
- Casa Zorzi, Corso Francia, 19, A.Vandone, 1905-1909
- Casa della Vittoria ou Palazzo della Vittoria, Corso Francia, 23, G.Battista
- Casa Macciotta, Corso Francia, 32, P.Fenoglio, 1904
- Casa Masino, Via Piffetti, 5, G.Gribodo, 1908
- Via Piffetti, 7 bis, P.Fenoglio, 1900
- Via Piffetti, 10/12, G.Gribodo, 1908
- Casa Guelpa, Via Colli, 2, P.Fenoglio
- Via Massena, 81, E.Mollino et L.Peracchio
- Casa Boffa-Costa, Via De Sonnaz, 16, P.Fenoglio, 1904
- Casa Rossi-Galateri, Via Passalaqua, 14, P.Fenoglio, 1903

### Autres quartiers en rive gauche du Pô
- Via Sacchi, 40/42, P.Fenoglio, 1904
- Istituto Magistrale Monti, Corso Ferraris, 11, G.Sanagatta et C.Dolza
- Casa Rey, Corso Ferraris, 16/18, P.Fenoglio, 1904
- Casa Maffei, Corso Montevecchio, 50, A.Vandone, 1909
- Casa Avezzano, Via Vico, 2, P.Betta, 1912
- Villino Kind, Via Monti, 48, M.Frapolli, 1904
- Casa Florio-Nizza, Via San Francesco, 17, G.Velati-Bellini, 1902
- Villa Javelli, Via Petrarca, 44, R.d'Aronco, 1904

### Borgo Pô (rive droite)
- Villa Scott, Corso Lanza, 57, P.Fenoglio, 1902
- Villino Foa-Levi, Via Bezzecca, 11, G.Velati-Bellini, 1904
- Casa Pasquetti, Via Bezzecca, 12, Q.Grupallo, 1905
- Villino Giuliano, Via Gatti, 17, G.Gribodo, 1900
- Via Mancini, 22, P.Betta, 1909